# Nobsa (ort)
Nobsa är en ort i Colombia.   Den ligger i departementet Boyacá, i den centrala delen av landet, 180 km nordost om huvudstaden Bogotá. Nobsa ligger 2 497 meter över havet och antalet invånare är 3 360.
Terrängen runt Nobsa är kuperad. Runt Nobsa är det ganska tätbefolkat, med 111 invånare per kvadratkilometer. Närmaste större samhälle är Sogamoso, 6,2 km söder om Nobsa. Runt Nobsa är det i huvudsak tätbebyggt.